# 田疇
田 疇（でん ちゅう、169年 - 214年）は、中国後漢末期の人。字は子泰、あるいは子春。幽州右北平郡無終県（現在の天津市薊州区）の出身。従孫は田続。

## 経歴
読書を好み、剣術に巧みだった。烏桓が郡の高官を殺害したことがあり、常に復讐心を抱いていた。
190年、劉虞が長安の献帝へ臣従の使者を送る際、誰を選ぶが悩んだが、周囲の者たちは揃って田疇を推挙した。田疇はこの時22歳であったが、劉虞は会見してこれを気に入り、従事に任命した。『先賢行状』によれば、田疇は公孫瓚の残忍さを注意するよう劉虞に進言したが、聞き入れられなかったという。
道路が途絶していることから、田疇は勇敢な食客20騎を選出して道無き道を進み、長安に到着して使命を果たした。その際、勅命により騎都尉に任じられたが、天下騒乱の折りで天子も落ち着いていない情勢時に、自分だけ出世など出来ないとして固辞し、朝廷はその道義心に感心した。三公府から招聘されたが、これも全て辞退した。
返書を貰って幽州に帰還したが、劉虞は公孫瓚によって殺されてしまっていた。田疇は劉虞の墓に赴き、返書を読み上げて哭したが、その行為が公孫瓚の怒りを買って賞金首となり、捕らえられて殺されそうになった。しかし毅然とした態度で反論したため、殺されずに済んだ。田疇は監禁されたが、ある人が取り成したので釈放された。
郷里に戻った田疇は、一族郎党数百人を全て引き連れ、徐無山に登って隠棲した。その人徳を慕って多くの人が集まり、数年のうちに家々が5000軒以上に膨れ上がったという。指導者に推挙された田疇は、烏桓への復讐計画を表明し、皆からその同意を得て、法律や制度を整備し教育に力を入れた。やがて田疇の集落は北方地帯を服従させ、烏桓・鮮卑が使節を派遣して誼を通じようとする程の規模となった。その噂を聞きつけた袁紹や、その死後は子の袁尚が、何度も招聘して自陣営に田疇を引き込もうとしたが、全て固辞した。
207年、曹操が烏桓討伐の際、田豫を派遣して田疇を招聘した。田疇は即座に応じたので、部下が袁紹の時との違いを訝しんだが、田疇は笑って答えなかった。曹操の宿営地に到着すると司空戸曹掾に任命されたが、田疇と会見した曹操は「田子泰は吾の下役人としてよい男ではない」として撤回し、茂才に推挙して蓨県令に遥任した。烏桓討伐（白狼山の戦い）に随行し、道案内と計略によって討伐に大きく貢献した。その勲功によって亭侯の爵位を授けられるが、初志に反するとして固辞した。所轄の役人が、田疇の固辞する態度が頑なで道に外れているとして、免職とし刑罰を加えるよう曹操に進言したが、曹操は問題にしなかった。
その後、家族を引き連れて鄴に移り住んだ。しばらくして、かつて自分を招聘してくれた袁尚の首が鄴に届いたが、彼は禁令を犯して袁尚の遺骸を引き取り哭して弔った。その行為は本来死刑に値したが、曹操は彼の礼節心を嘉して、またもや問題にしなかった。
その後、荊州討伐から帰還した曹操は、田疇の先の功績が卓越していたのを思い出し、彼に爵位を与えなかったことを後悔した。曹丕・荀彧・鍾繇は田疇の意志を尊重するよう主張したが、曹操は諦めきれず、田疇の友人であった夏侯惇に、自分（曹操）の名前は出さないように内示して、それとなく田疇を説得し爵位の件を受諾させるよう依頼した。内示を受けた夏侯惇は早速田疇宅に赴いて宿泊し、その帰り際に「田疇殿、このような事はあまり言いたくはござらぬが、主のご厚意を全く無視する訳には参りませぬぞ」と彼を諭した。しかし田疇は涙を流し「何という事をおっしゃるのか。私は本来世間から逃げ隠れした人間。今の立場でいられるのは僥倖に過ぎぬのです。故に徐無山の集落を売って爵位に替えるような真似は出来ませぬ。私を本来理解して下さっている筈の夏侯将軍ですら、そのような事を申されるか。かくなる上は、この首掻き切って命を捧げたいと存じます」と言って固辞した。夏侯惇がそれらをありのままに報告すると、曹操もついに田疇へ侯位を授けるのを諦め、議郎に任命することにした。　
46歳で亡くなった。子供も早くに亡くなっていたという。曹丕（文帝）が帝位に就くと、田疇の徳義を評価して田続を関内侯に封じ、後を継がせた。

## 陳寿の賛
「田疇の節義　＝中略＝　は、世俗を矯正するに充分である」
裴松之は田疇伝への注の中で、田疇が袁尚を哭して弔った行為について、田疇が烏桓討伐を手助けした結果、袁尚が捕まり殺されてしまったので「彼の哭した行為は偽善的である」と、批判している。